# Maria Mączyńska
Maria Mączyńska-Cugowska - (né le 22 mai 1932 à Opatowiec en Pologne) est une archère polonaise.

## Palmarès
- Jeux olympiques
  - 6e à l'individuel femme aux Jeux olympiques d'été de 1972 à Munich.